# П'ятнадцята весна
П'ятнадцята весна (рос. Пятнадцатая весна) — радянський художній фільм 1971, знятий на Кіностудії ім. М. Горького.

## Сюжет
Війна і окупація навчили Сашка ненавидіти ворога. Він стає зв'язковим партизанського загону і потрапляє до рук фашистів. На допиті п'ятнадцятирічний юнак вражає ворогів силою духу і переконаністю професійного бійця. Ця весна — остання весна в його житті.

## У ролях
- Раймундас Баніоніс — Саша/молодий червоноармієць
- Тетяна Друбич — Альона
- Ольга Швєдова — Марія
- Володя Колесніков — Єгор, син Астахова
- Микола Волков — Тимофєєв
- Олександр Калягін — Астахов
- Пантелеймон Кримов — дід Сашка
- Олександр Кайдановський — зв'язковий
- Улдіс Лієлдіджс — німецький майор
- Михайло Кононов — німецький офіцер
- Олександр Кузнецов — німецький фельдфебель
- Борис Федотов — німецький солдат, який грає на губній гармошці
- Олена Гай — маленька дівчинка
- Ольга Соколова — маленька дівчинка
- Олексій Мошкін — школяр
- Сергій Плаксін — школяр
- Олександр Хатюшин — школяр
- Валерій Хамідов — школяр
- Олександр Христов — школяр
- Андрій Ушаков — школяр
- Ервін Кнаусмюллер — німецький офіцер
- Хайнц Браун — німецький офіцер

## Знімальна група
- Режисер — Інна Туманян
- Сценаристи — Борис Медовой, Василь Смирнов, Інна Туманян
- Оператор — Валерій Гінзбург
- Композитор — Мікаел Тарівердієв
- Художник — Людмила Безсмертнова